# Франачка
Франачка је била средњовековна европска држава коју су насељавали и којом су владали Франци од 5. до 10. века. Франци су били германски народ.
Франачку је основао Хлодовех, који је био паган али се покрстио и постао подршка папи.
Франачка је настала на просторима некадашње Римске Галије и настала је у 5. веку. Франци су примили хришћанство из Рима.
Франачка је своју највећу моћ достигла за време Карла Великог (768—814) он је настојао да наметне власт свим германским племенима. Карла Великог је римски папа крунисао за цара 800. године у Риму јер је у њему видео наследника Рима. Након смрти Карловог наследника Луја Побожног, држава је 843. године подељена у Вердену на три дела. Од једне настаће три државе Француска, Италија и Немачка. У Франачкој привреда је била натурална (затворена), односно трговало се без новца.

## Франачка до 511. године
Франци су западногерманска скупина која се први пут помиње у 3. веку. Делили су се на три језгра: северна скупина, Батавци или Салијски Франци, насељавали су област данашњег Келна. Рипауријски Франци насељавали су област средње Рајне, а Хати источно од Рипауријских Франака.
Најјача скупина били су Салијски Франци који 357. године стичу статус римских федерата и насељавају Тоскандрију. Под вођством Меровеја учествују у бици на Маурицијаковом пољу након чега освајају целу северну Галију до Соме. Након пада Западног римског царства, Аквитанију заузимају Визиготи, а облашћу између Франака и Визигота је до 486. године владао римски намесник Сијагрије. Сијагрије је страдао у бици против франачког владара Хлодовеха, а Франци постају суседи Визигота. Године 496. Хлодовех је освојио државу Аламана. Неколико година раније је прихватио хришћанство.
Године 500. Хлодовех неуспешно напада Бургундију којој у помоћ притичу Визиготи. Године 507. Франци су у бици код Вујеа поразили Визиготе и протерали их из Галије. Римљани су му доделили титулу конзула. Године 509. Хлодовех постаје и краљ Рипауријских Франака. Престоница му је била у Паризу. Умро је 511. године, а држава је подељена међу четворицом синова.

## Владавина Меровинга
Након Хлодовехове смрти 511. године, државу Франака поделили су његови синови. Период до 558. године протекао је у сукобима Хлодовехових синова и унука. Године 558. држава је поново уједињена под владавином Хлотара I. У међувремену се Франачка проширила. Године 526. Франци су од Острогота успели да преотму Провансу. Пет година касније су покорили Туринжане, а у исто време су припојили и Бретању. Године 534. уништили су и припојили државу Бургунда. Франачка је сезала све до средње Лабе, Сале и средњег Дунава. Била је то најпространија и најмоћнија држава на просторима некадашњег Западног римског царства. Након Хлотарове смрти (561) држава је поново подељена на четири дела: Неустрију којом је владао најстарији син Хариберт и Аустразију којом је владао Сигисберт. Остале две области биле су територија некадашње Бургундије са извесним проширењима и некадашња област Салијских Франака.
Брак Сигисберта са визиготском принцезом (ћерком Атанагилда) Брунхилдом повод је за дуготрајан грађански рат који је вођен на територији читаве Франачке од 573. до 613. године. 
Из грађанског рата као победник излази Хлотар II под којим је држава поново уједињена. У сва три дела своје државе (Аустразија, Неустрија и Бургундија) да је многе концесије аристократији. Почетком 7. века најмоћније личности у држави били су управници краљевског двора — мајордоми, у чијим рукама су биле сједињене највише управне функције.
Хлотара је наследио син Дагоберт I (629-639) који се сукобио са својим братом који је желео самостално владати Неустријом. Како би сузбио те намере, за своју престоницу је изабрао Париз (у Неустрији), а свога сина поставио за краља Аустразије. Током владавине Дагоберта долази до франачких безуспешних напада на Самову словенску државу.
Након Дагобертове смрти обновљена је подељеност државе. Пошто су му обојица синова била малолетна, уместо њих су владали мајордоми. Године 656. мајордом Гримоалд поставља властитог сина на престо Аустразије збацивши тиме династију Меровинга. Међутим, након 7 година су син и отац збачени и убијени, а на престо је враћен Меровинг. Владар Неустрије постаје 673. године аустразијски владар Хилдерик II. Тиме је држава поново уједињена под једним владаром. Након две године, Хилдерик је убијен у лову. Био је то последњи Меровинг који је имао стварну власт. До доласка Каролинга на власт, Франачка је у рукама моћних мајордома. Држава се поново поделила на Неустрију и Аустразију. Између две државе избија рат у коме победу најпре односи Неустрија, али је касније рат обновљен и у њему победу односи Аустразија (683). Аустразијски владар Пипин Херисталски признао је дотадашњег бургундијског и неустријског краља Теодориха III за вазалног краља Аустразије.
Пипин је умро 714. године. Након огорчених борби са побуњеницима, мајордом свих трију фракција Франачке постао је његов ванбрачни син Карло Мартел.

### Војна реформа Карла Мартела
Временом се краљевска власт све више расипала и највећу моћ су стекли управници двора, мајордоми. 
У 8. веку Франачкој је запретила опасност од арапског освајања који су већ били освојили читаво Пиринејско полуострво. На положају мајордома налазио се Карло Мартел који је успио да заустави арапску инвазију у бици код Поатјеа 732. године.
Иако завршена победом Франачке, ова битка показала је сву слабост франачке војске која је била састављена углавном од слабо наоружане пешадије. Њу су чинили слободни Франци који су се због економског пропадања, за војну службу све слабије опремали.
Због тога је Карло поделио дио земље Францима који су за узврат морали да служе војску као коњаници. Тиме је допринео јачању војне моћи краљевине али и имовинском раслојавању становништва. Да би обезбедили обрађивање земље за време ратног похода, Франци који су служили као коњица су везивали слободне Франке за своју земљу а њих ослобађали војне службе. То је заметак будућих феудалних односа.

## Династија Каролинга
Последњи владари из династије Меровинга били су познати под називом лењи краљеви. Последњег од њих сменио је мајордом Пипин Мали 751. године и тиме започео нову династију Каролинга. Пипинов син, Карло Велики, довео је Франачку на врхунац моћи. 
Карло Велики је дошао на власт 768. године. За време своје владавине знатно је проширио своју државу ратујући претежно на истоку, против непокрштених германских племена Саксонаца и Авара. 
Успио је да укључи њихове земље у састав своје државе ширећи хришћанство и уносећи раздор међу њихове вође. 
На позив папе, Карло је предузео поход против Лангобарда у Италији. Сјеверни дио Италије укључио је у своју државу, а средишње делове је поклонио папи. Ти делови ушли су у састав Папске државе. 
У замјену за помоћ коју је добио од Франака, папа је на Божић, 800. године, крунисао Карла Великога за римског цара. Тиме је окренуо леђа Византије која је била пуноправни наследник Римског царства, али која због сопствених проблема у задње време није много марила за Италију. 
Крунисање за цара донело је Карлу рат са Византијом, који је завршен 812. године. Византије је признала постојање Западног царства, а Карло је признао Византијске територије источно од Венеције.

## Распад Франачке
Карла Великог наследио је његов син Лудвиг Побожни. Након његове смрти почиње братоубилачки рат између његових синова који се завршио Верденским споразумом 843. године. Њиме је Франачка подељена на три независне краљевине:
- Карло Ћелави добија земље западно од Роне (будућа Француска)
- Лудвиг Немачки добија земље источно од Рајне (будуће Свето римско царство)
- Лотар I добија Северну Италију и узан појас између Роне и Рајне — Лотарингију.

Да би обезбедили своју власт и добили подршку у међусобним ратовима франачки владари дају све већа права феудалној властели која почиње да буде свемоћна на својим поседима. Тако се јединствена држава поделила на скуп међусобно независних кнежевина и феудалних области.

## Карактер Франачке
Током вишевековног постојања Франачка је временом мењала државно и друштвено уређење своје државе. 
Главна заслуга Франачке јесте рађање и ширење феудализма који ће временом постати главни систем и снага у већини европских држава.
У тренутку успоставе краљевине Франачка је била друштво слободних франака који су живели у сеоским општинама-маркама. Сеоска општина је делила на обрађивање земљу њиховим члановима. Иако су сви у почетку добили исто, неки Франци су се временом имовински издвојили од осталих чланова. Добили су парцеле на квалитетнијој земљи, ближе извору воде. Породице са мањим бројем деце могли су остварити веће вишкове хране. Тако се међу становништвом ствара имовинска неједнакост. 
У овом периоду врховна власт је припадала краљу који се савјетовао са најужим пријатељима и рођацима, краљевском дружином. 
Главне привредне активности су пољопривреда и сточарство. Градова готово да и нема, постоје само као управна и црквена сједишта. Трговина је такође замрла.

### Рађање феудализма
Војном реформом Карла Мартела почиње да се шири нови начин организације друштва. За коњаничку војну службу Франци су добијали земљу коју су обрађивали други чланови заједнице који су постали ослобођени војне службе. Тако су сељаци обрађивали и своју и земљу ратника-коњаника док је он ратовао за обојицу. Оваква земља даривана за војну службу назива се бенефиција. Бенефиција је у почетку била условно земљиште — уживала се само док се обавља војна служба. Када је ратник постајао неспособан за војну службу, даривана је неком другом. Од 9. века бенефиција се дарива на доживотно кориштење и постаје наследна. Од власника доживотних бенефиција образује се слој феудалаца или властела.
Да би обезбедили константно обрађивање земље, феудалци почињу да везују слободне сељаке за своју земљу. Ово је одговарало и краљевима јер су у властели добијали добру опремљену и обучену војску.
Тако су слободни сељаци постали кметови, а чланови краљевске дружине и родовска аристократија феудална властела.

### Економија и уметност у доба Каролинга
Развојем феудалног друштва и економија постаје затворена. На једном имању се производи све што је потребно за преживљавање. Трговина одумире, производи се размењују за само неопходна добра, као рецимо со. У таквим приликама престаје ковање новца па трампа постаје основно средство размене.
Центри културе постају цркве и манастири као једини носиоци писмености. У доба Карла Великог доживљава се и извесни културни полет који је познат и као Каролиншка ренесанса. Карло је на свом двору окупио учене људе и уметнике. Чак је и сам учио да чита и пише али због поодмаклих година није имао пуно успеха.
Владари нису имали сталну престоницу него су се селили из града у град са својом свитом. Карло је први установио сталну престоницу-град у Ахену.

### Управа
Држава је била подељена на грофовије. За грофове су узимани велики феудалци. Њихова улога је била чување реда и мира у грофовију, убирање пореза, спровођење закона, итд. Карло је установио погранична војводства-марке. Маркама је управљао марк-гроф. Главна улога марке била је одбрана државе од спољних непријатеља. Црква је имала велику улогу, пре свега због великог богатства и духовног утицаја на народ.

## Франачке хронике
- Западнофраначки анали
- Псеудофредегарова хроника

### Франачки хроничари
- Ајнхард
- Алкуин
- Гргур Турски
- Нитхард
- Регино
- Рихер